# Stanley (Hong Kong)
Pour les articles homonymes, voir Stanley.

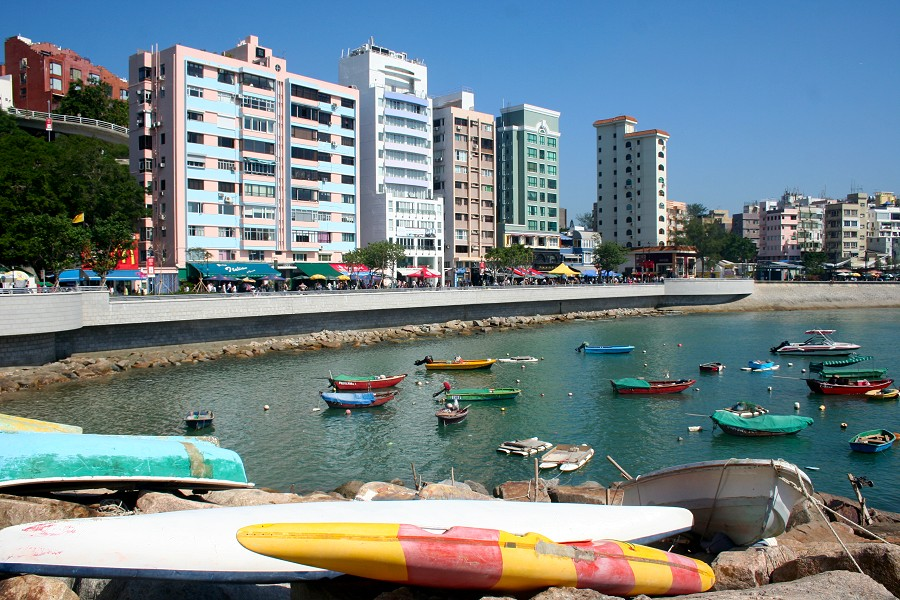
Front de mer

Stanley est une ville touristique située sur une péninsule dans le sud-est de l'île de Hong Kong.

## Attractions touristiques
- Murray House
- Marché de Stanley
- La prison de Stanley
- Les plages
- Le cimetière militaire de Stanley
- Le temple de Tin Hau